# Kraina Lessowych Wąwozów

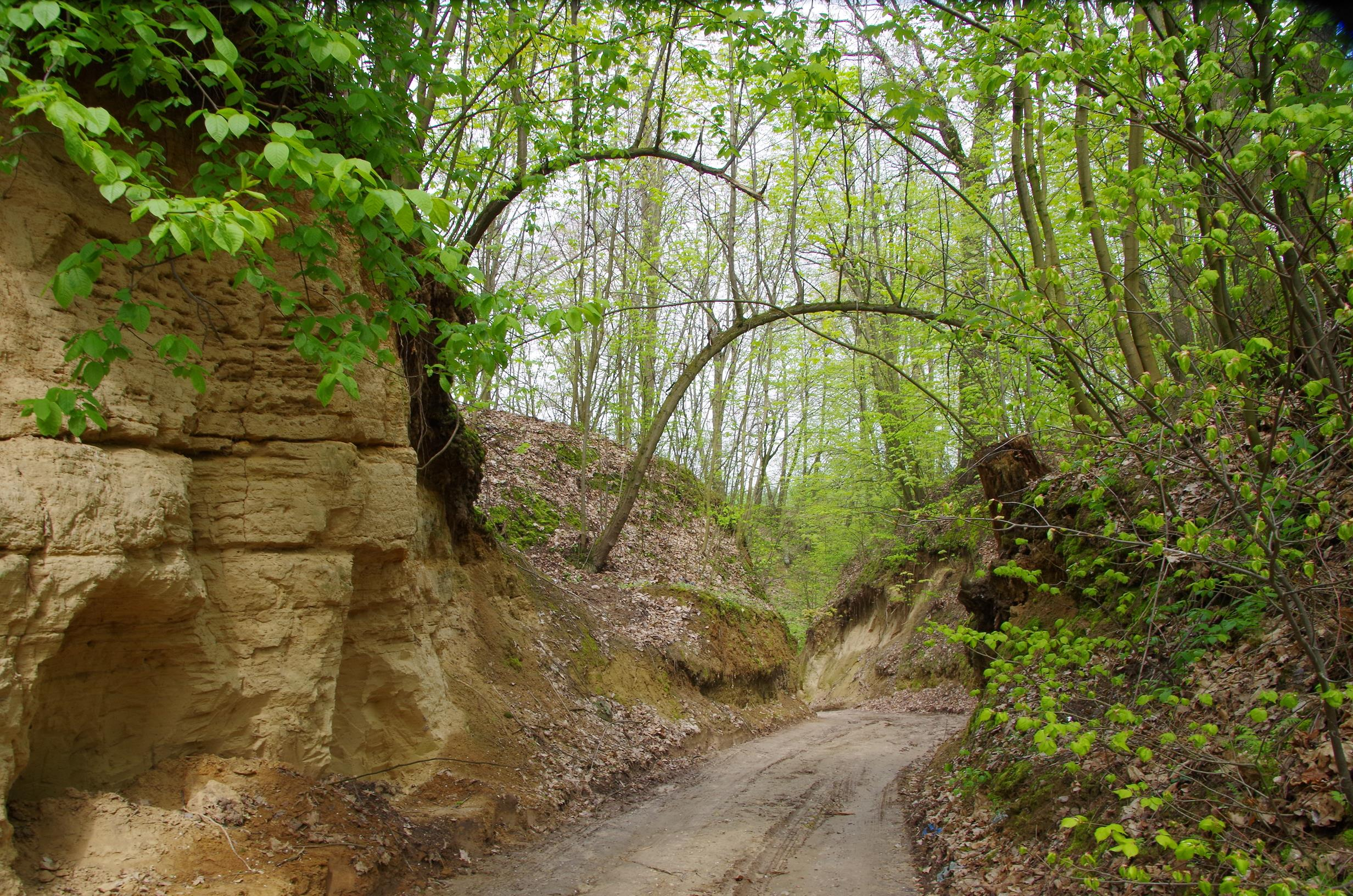
Wąwóz "Lipinki" w Mareczkach w gminie Wąwolnica

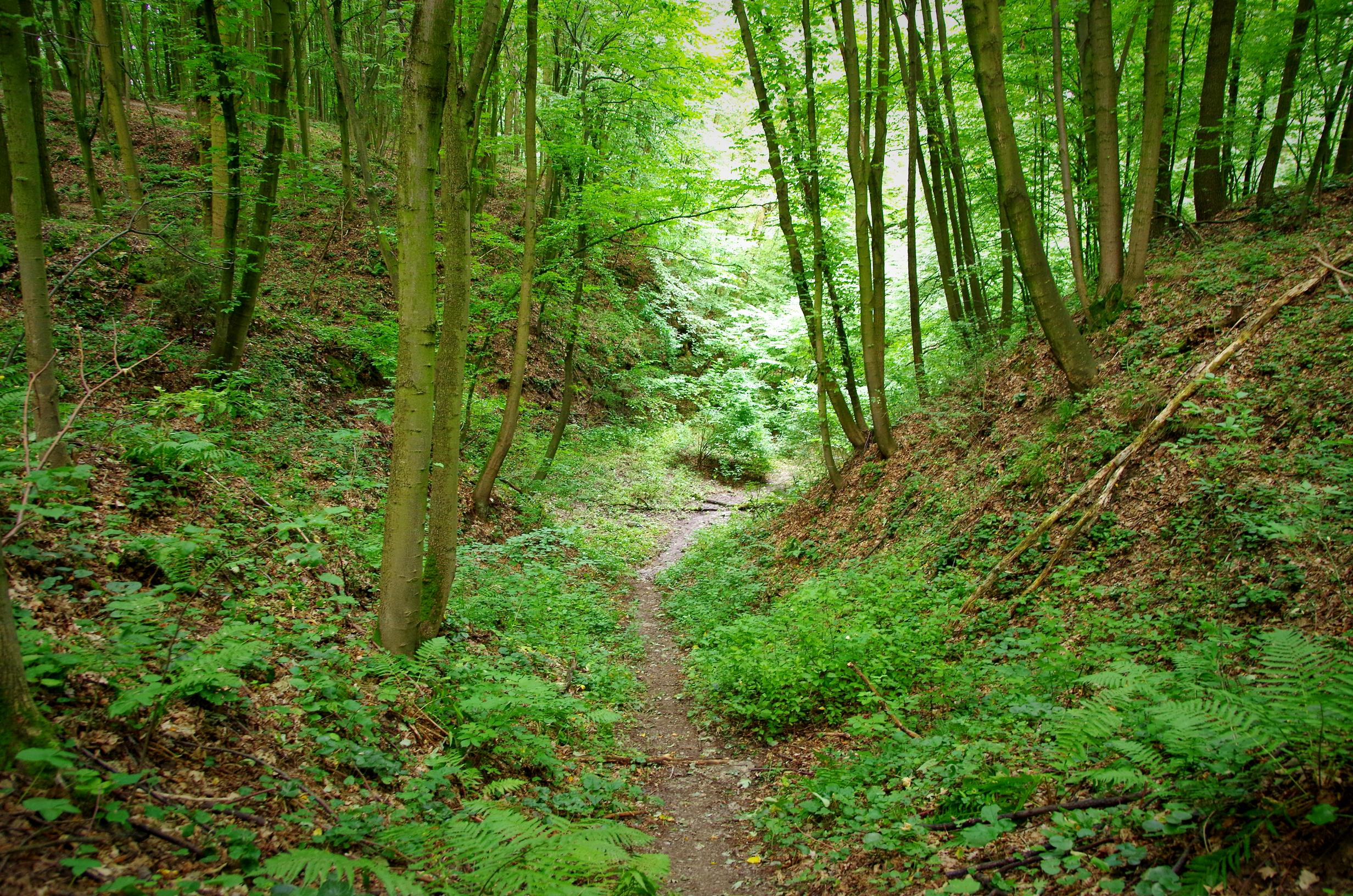
Labirynt wąwozów lessowych w okolicach Rąblowa

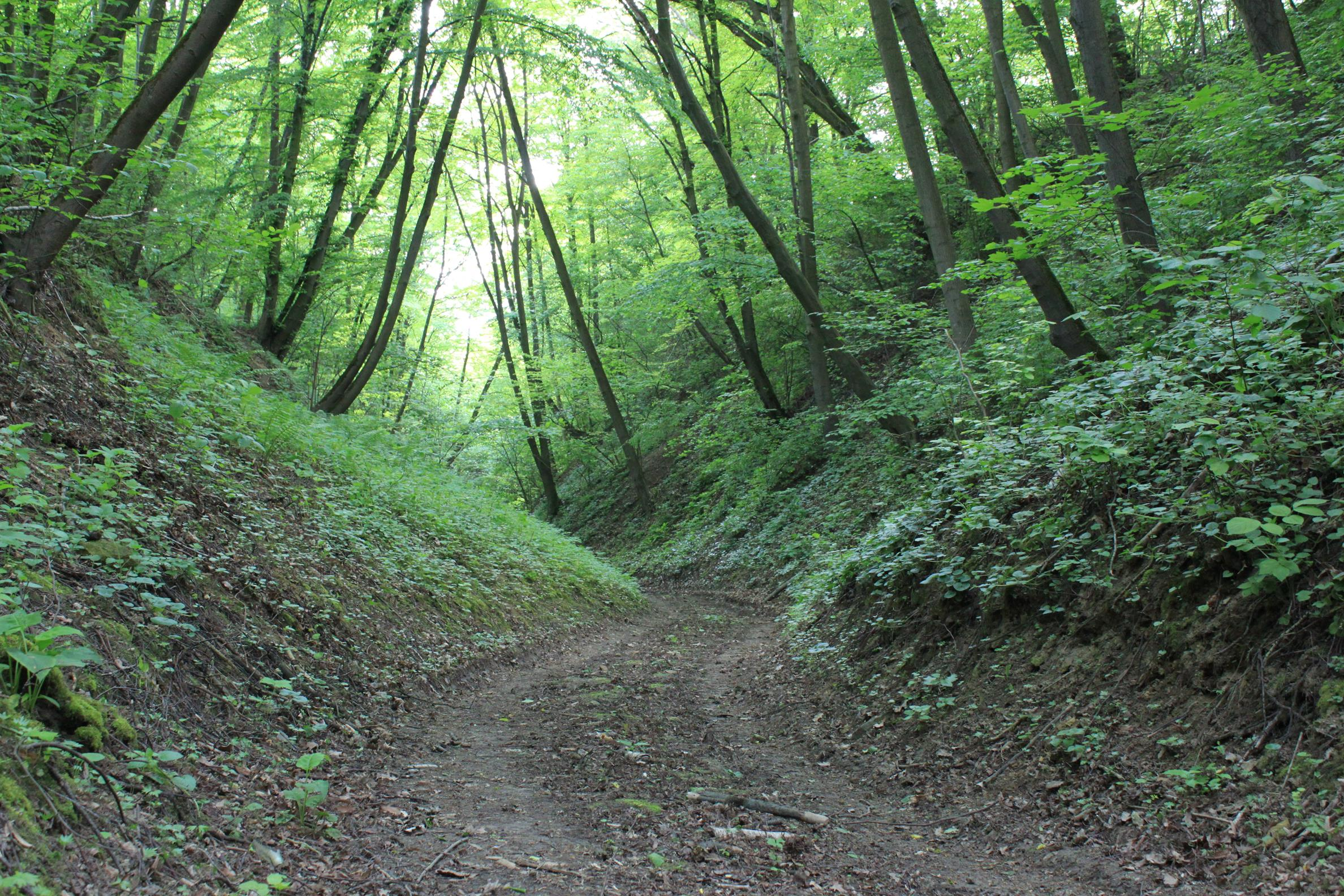
Wąwóz Lipcyk w Nowym Gaju

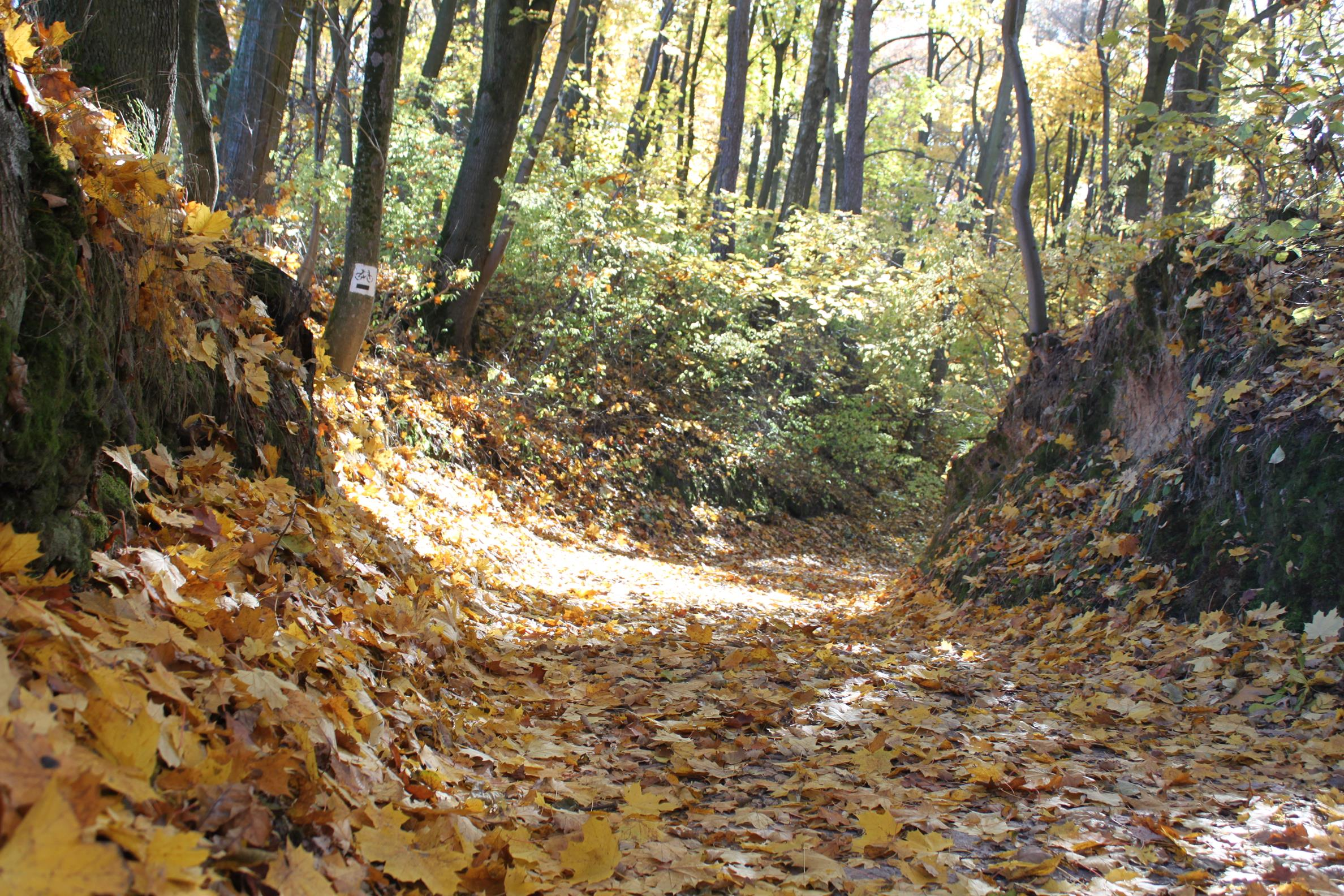
Wąwóz lessowy w Nałęczowie

Kraina Lessowych Wąwozów – obszar w zachodniej części województwa lubelskiego, na północno-zachodnim skraju Wyżyny Lubelskiej. W tym regionie znajduje się największe w Europie skupisko lessowych wąwozów. Ich gęstość przekracza w niektórych miejscach 10 km/km².
Ten obszar charakteryzują najwyższe średnie temperatury powietrza oraz najdłuższy okres wegetacji. Występuje tam wiele rzadkich gatunków roślin, a także niezwykle zróżnicowana fauna. Na tym obszarze usytuowanych jest kilka rodzajów cennych przyrodniczo obszarów, takich jak: rezerwaty przyrody, parki krajobrazowe, obszary chronionego krajobrazu. Największy z nich – Kazimierski Park Krajobrazowy – wraz ze swoją otuliną obejmuje ponad połowę Krainy Lessowych Wąwozów. Sercem regionu jest Wisła wraz ze swoimi rozlewiskami i dopływami, otoczonymi malowniczymi brzegami.
Na tym terenie działa Lokalna Organizacja Turystyczna „Kraina Lessowych Wąwozów” zrzeszająca gminy: Janowiec, Józefów nad Wisłą, Kazimierz Dolny, Karczmiska, Końskowola, dwie gminy puławskie (wiejską i miasto Puławy), Nałęczów, Opole Lubelskie, Poniatowa, Wąwolnica, Wojciechów oraz Powiat Puławy. Łącznie jest to 13 podmiotów samorządowych. Została stworzona sieć punktów i centrów informacji turystycznej w każdej gminie.